# オリンピアのゼウス像

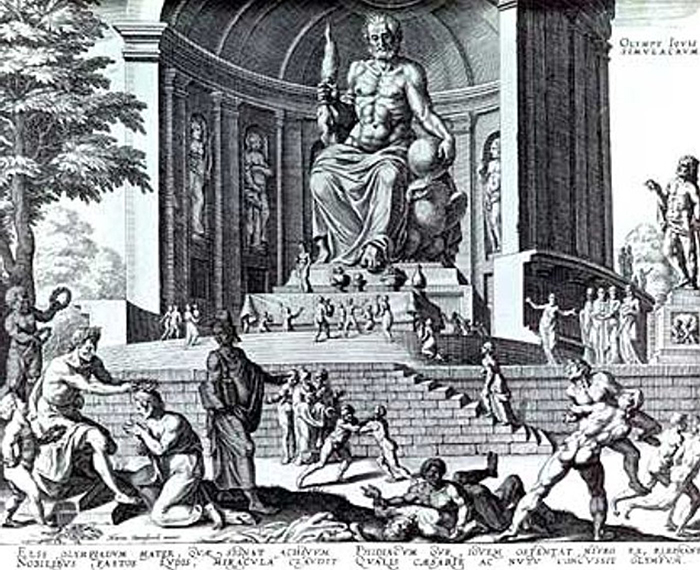
オリンピアのゼウス像の想像図。

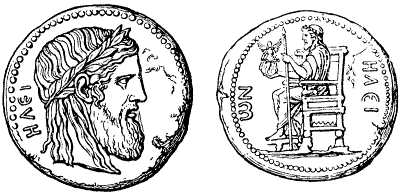
オリンピアのゼウス像が描かれた古代エリス地方のコイン。

『オリンピアのゼウス像』（オリンピアのゼウスぞう）は、紀元前435年に古代の高名な彫刻家ペイディアスによって建造された、天空神ゼウスの彫像。古典古代における世界の七不思議の一つ。
主に古代オリンピックにおける奉納競技の本尊とされていたとされる。

## 構造
紀元前5世紀頃、オリンピアにゼウス神殿が建造された。ゼウス像はこの神殿の奥に収められ、その全幅は神殿の通路の幅とほぼ同じだった。座像でありながら、全長は約12メートル（約40フィート）もあった。紀元前1世紀頃の地理学者ストラボンは「もし、ゼウス像が立ち上がったら、屋根を突き抜けてしまうだろう」と記述している。
本体は杉で作られ、表面を象牙で覆っていた。表面の乾燥を防ぐために、常にオリーブ油を塗布していた。座席は金、象牙、黒檀、宝石で飾られていた。右手には勝利の女神ニケの彫像を持ち、左手には鷲が止まった錫杖を持っていた。

## 後年
紀元前2世紀頃のローマの将軍ルキウス・アエミリウス・パウルス・マケドニクスは、マケドニアを征服した際にこの像を見物し、あまりの神々しさに強い畏敬の念を感じたという。
建造から800年後の394年、ゼウス像はオリンピアからビザンツ帝国の首都コンスタンティノープルに移された。その後の消息は不明だが、おそらく焼失したものと考えられている。
1958年、ゼウス像の建造に使用されたと考えられる工房が発見された。この発見によってゼウス像の全容の解明が進められた。